# Un día cualquiera en Vulcano
Un día cualquiera en Vulcano es el tercer álbum recopilatorio del grupo español Fangoria, publicado por la compañía DRO el 28 de octubre de 2003. En ese año, Alaska y Nacho llevaban veinticinco años en el mundo de la música. Regresaron a DRO, el sello donde habían editado los primeros EP's de la trilogía Vulcano. Siguiendo la idea original que no pudieron llevar a cabo en su momento, hicieron una selección de temas que formaron parte de los diferentes EP's, Un día cualquiera en Vulcano S.E.P. 1.0 (1992), Un día cualquiera en Vulcano S.E.P. 2.0 (1993) y Un día cualquiera en Vulcano S.E.P. 3.0 (1995); además de varias remezclas incluidas en vinilos, maxisencillos y sencillos, junto con los videoclips de «Sálvame», «Sálvame (Revisión líquida)», «El dinero no es nuestro dios» y «En la Disneylandia del amor». Todo esto se reunió por primera vez en un disco doble en formato digipack.

## Antecedentes
Tras la publicación de su primer álbum Salto mortal (1991) y su posterior desvinculación de Hispavox, Fangoria lanzó Un día cualquiera en Vulcano S.E.P. 1.0 (1992), una obra catalogada bajo el término «super extended play». Esta propuesta se caracterizaba por una duración excesiva para ser considerada un álbum de estudio convencional, pero a su vez resultaba demasiado extensa para encuadrarse dentro de los límites de un EP. Este disco fue grabado en los estudios Vulcano y distribuido por GASA, un sello discográfico que, con el tiempo, sería absorbido por DRO.
La cita textual que se eligió para este álbum compilado fue la siguiente: "Me siento como un marciano en un planeta desconocido." de Marisa Medina, frase que es extraída de su libro autobiográfico titulado Canalla de mis noches publicado en el 2003.

## Lista de canciones
CD 1
| N.º | Canción                             | Duración |
| --- | ----------------------------------- | -------- |
| 1.  | "Sálvame"                           | 4:54     |
| 2.  | "Siempre alrededor"                 | 3:55     |
| 3.  | "Hacia la luz"                      | 5:07     |
| 4.  | "El dinero no es nuestro dios"      | 4:22     |
| 5.  | "Basura"                            | 4:35     |
| 6.  | "Son las cero horas, cero minutos"  | 1:31     |
| 7.  | "Vuelve a la realidad"              | 4:13     |
| 8.  | "En la Disneylandia del amor"       | 4:15     |
| 9.  | "Rendirse no es perder"             | 4:54     |
| 10. | "Misterios"                         | 5:24     |
| 11. | "Nada nuevo bajo el sol"            | 5:10     |
| 12. | "Dios odia a los cobardes"          | 5:10     |
| 13. | "A la felicidad por la electrónica" | 4:55     |
| 14. | "Hay que sufrir"                    | 4:38     |
| 15. | "Carta blanca para los rudos"       | 4:20     |
| 16. | "Sentimental"                       | 3:05     |
| 17. | "Autopsia a un fantasma"            | 3:30     |

CD 2
| N.º | Canción                                                    | Duración |
| --- | ---------------------------------------------------------- | -------- |
| 1.  | "Sálvame" (Dr.Jeckyll)                                     | 3:37     |
| 2.  | "Hacia la luz / Hacia la eternidad"                        | 7:05     |
| 3.  | "Basura tóxica espacial"                                   | 6:00     |
| 4.  | " El dinero no es nuestro dios" (Doctor Avalanche)         | 4:02     |
| 5.  | "Ley de vida"                                              | 3:51     |
| 6.  | "Mr. Hyde Visita el túnel del amor"                        | 4:09     |
| 7.  | "Rendirse no es perder" (La mezcla que está triste y azul) | 5:20     |
| 8.  | "Dios odia a los cobardes que tocan el sitar"              | 4:17     |
| 9.  | "Sentimental" (Testimental remix)                          | 5:08     |
| 10. | "Hay que sufrir en silencio"                               | 9:18     |
| N.º | Videoclip                                                  |          |
| 11. | "Sálvame"                                                  |          |
| 12. | "Sálvame" (Revisión Líquida)                               |          |
| 13. | "El dinero no es nuestro dios"                             |          |
| 14. | "En la Disneylandia del amor"                              |          |